# Lipa-Krępa
Lipa-Krępa – wieś sołecka w Polsce położona w województwie mazowieckim, w powiecie lipskim, w gminie Lipsko.
Prywatna wieś szlachecka Lipa Krępska, położona była w drugiej połowie XVI wieku w powiecie radomskim województwa sandomierskiego. W latach 1975–1998 miejscowość administracyjnie należała do województwa radomskiego.
Wierni Kościoła rzymskokatolickiego należą do parafii Świętych Apostołów Piotra i Pawła w Krępie Kościelnej.